# 休斯奖章
休斯奖章（英語：Hughes Medal）是由伦敦皇家学会授予，以表彰在物理科学发现的最初发现，特别是电力和磁力或其应用。 休斯奖章以戴维·爱德华·休斯的名字命名，获奖者会获得1000英镑的奖品。休斯奖章自1902年颁发给约瑟夫·汤姆孙以来，已颁发超过一百次。1924年是唯一一个没有颁发奖章的年份，而皇家学会没有说明理由。
不同于其他皇家学会奖项，休斯奖章从未被多次授予同一个人，但可以一次授予多人：1938年，约翰·科克罗夫特和欧内斯特·沃尔顿同时获得了此奖，“因为他们发现核可被人为产生的轰击粒子破坏”；1981年，彼得·希格斯和汤姆·基博尔因发表的“关于基本粒子理论中自发破坏基本对称性”获得此奖章，；1982年，德拉蒙德·马修斯和弗雷德里克·韦因由于“他们阐明海洋地板的磁性，随后导致板块构造假说”获奖；1988年，阿奇博尔德·豪伊和M·J·惠兰由于“对电子衍射和显微镜理论的贡献及其在晶体中晶格缺陷研究中的应用”获奖。

## 获奖者列表
来源：皇家学会 （页面存档备份，存于）
| 年份 | 名字                               | 获奖理由 | 备注          |
| ---- | ---------------------------------- | --- | ------------- |
| 1902 | 约瑟夫·汤姆孙                      | “因为他对电子科学的众多贡献，尤其是在涉及气体放电现象的时候” | [ 3 ]         |
| 1903 | 约翰·威廉·希托夫                   | “他对液体和气体放电的长期持续实验研究” | [ 4 ]         |
| 1904 | 约瑟夫·斯万                        | “因为他发明了白炽灯，以及他在电力实际应用中的其他发明和改进” | [ 5 ]         |
| 1905 | 奥古斯托·里吉                      | “他在电子科学领域的实验研究，包括电子振动” | [ 6 ]         |
| 1906 | 赫莎·艾尔顿                        | “她对电弧的实验性研究以及沙滩上的涟漪” | [ 7 ]         |
| 1907 | 欧内斯特·霍华德·格里菲斯           | “他对精确测量身体的贡献” | [ 8 ]         |
| 1908 | 欧根·戈尔德斯坦                    | “因为他发现了稀薄气体放电的性质” | [ 9 ]         |
| 1909 | 理查德·格莱兹布鲁克                | “他对电气标准的研究” | [ 10 ] [ 11 ] |
| 1910 | 约翰·弗莱明                        | “他在电力和电力方面的研究测量” | [ 12 ]        |
| 1911 | 查爾斯·湯姆森·里斯·威爾遜          | “他在无尘空气中研究原子核，以及他在气体和大气电中的离子研究” | [ 13 ]        |
| 1912 | 威廉·达德尔                        | “他在技术电力方面的调查” | [ 14 ]        |
| 1913 | 亚历山大·格拉汉姆·贝尔             | “因为他在电话发明中的份额，尤其是电话接收器的构造” | [ 15 ]        |
| 1914 | 约翰·西利·汤森                     | “他对气体电感应的研究” | [ 16 ]        |
| 1915 | 保罗·朗之万                        | “他对电气科学的重要贡献和卓越的地位” | [ 17 ]        |
| 1916 | 伊莱休·汤姆森                      | “他在实验电力方面的研究” | [ 18 ]        |
| 1917 | 查尔斯·巴克拉                      | “他的研究与X射线辐射有关” | [ 19 ]        |
| 1918 | 欧文·朗缪尔                        | “他在分子物理学方面的研究” | [ 20 ]        |
| 1919 | 查尔斯·克利                        | “因为他在地磁领域的研究” | [ 21 ]        |
| 1920 | 欧文·理查森                        | “他在实验物理学方面的工作，特别是热力学” | [ 22 ]        |
| 1921 | 尼尔斯·玻尔                        | “他在理论物理学方面的研究” | [ 23 ]        |
| 1922 | 弗朗西斯·阿斯顿                    | “因为他用阳性射线的方法发现了大量元素的同位素” | [ 24 ]        |
| 1923 | 罗伯特·密立根                      | “他确定电子电荷和其他物理常数” | [ 25 ]        |
| 1924 | 未颁发                             | — | —             |
| 1925 | 弗兰克·爱德华·史密斯               | “他设计的电力基础设施和研究技术电力” | [ 26 ]        |
| 1926 | 亨利·杰克逊                        | “他在无线电报的科学研究及其在导航中的应用的先驱工作” | [ 27 ]        |
| 1927 | 威廉·柯立芝                        | “他在X射线方面的工作和开发高效率生产设备” | [ 28 ]        |
| 1928 | 德布罗意                           | “因为他在X射线光谱上的工作” | [ 29 ]        |
| 1929 | 汉斯·盖革                          | “因为他发明和开发计数α和β粒子的方法” | [ 30 ]        |
| 1930 | 钱德拉塞卡拉·拉曼                  | “他研究光的异常散射” | [ 31 ]        |
| 1931 | 威廉·劳伦斯·布拉格                 | “关于他通过X射线分析阐明晶体结构的先驱工作” | [ 32 ]        |
| 1932 | 詹姆斯·查德威克                    | “他的放射性研究” | [ 33 ]        |
| 1933 | 爱德华·阿普尔顿                    | “因为他研究了Heaviside层对无线信号传输的影响” | [ 34 ]        |
| 1934 | 曼内·西格巴恩                      | “作为一名长波X射线物理学家和技术人员的工作” | [ 35 ]        |
| 1935 | 克林顿·戴维孙                      | “因为他的研究导致通过对镍和其他金属晶面反射电子的长期持续研究发现了电子波的物理存在” | [ 36 ]        |
| 1936 | 瓦尔特·朔特基                      | “因为他发现了热电子发射中的Schrot效应，并发明了屏栅格四极管和超外差接收无线信号的方法” | [ 37 ]        |
| 1937 | 欧内斯特·劳伦斯                    | “他关于回旋加速器的发展及其在核解体调查中的应用” | [ 38 ]        |
| 1938 | 约翰·科克罗夫特 和 欧内斯特·沃尔顿 | “因为他们发现核可以被人为产生的轰击粒子分解” | [ 39 ]        |
| 1939 | 乔治·汤姆孙                        | “因为他与物质的电子衍射有关的重要发现” | [ 40 ]        |
| 1940 | 阿瑟·康普顿                        | “因为他发现了康普顿效应，并且因为他关于宇宙射线的工作” | [ 41 ]        |
| 1941 | 内维尔·莫特                        | “因为他将量子理论原理应用于物理学的许多分支，特别是在核与碰撞理论，金属学理论和照相乳剂理论领域 | [ 42 ]        |
| 1942 | 恩里科·费米                        | “他对物质电学结构知识的杰出贡献，他在量子理论中的工作以及他对中子的实验研究” | —             |
| 1943 | 马库斯·奥利芬特                    | “他在核物理方面的杰出工作和掌握产生和应用高潜力的方法” | [ 43 ]        |
| 1944 | 乔治·芬奇                          | “他对表面结构和性质的研究以及他关于气体电点火的重要工作的基础贡献” | [ 44 ]        |
| 1945 | 巴西尔·舍恩兰                      | “他在大气电力和其他物理研究方面的工作” | [ 45 ]        |
| 1946 | 约翰·兰德尔                        | “由于他对荧光材料和高频电磁辐射的产生的杰出研究” | —             |
| 1947 | 弗雷德里克·约里奥-居里             | “因为他对核物理学的杰出贡献，特别是在裂变过程中发现人造放射性和中子发射” | [ 46 ]        |
| 1948 | 罗伯特·沃森-瓦特                   | “因为他对大气物理学和雷达发展的杰出贡献” |               |
| 1949 | 塞西尔·鲍威尔                      | “因为他在粒子轨道摄影方面的杰出工作，以及与介子及其变换的发现有关的着作” | [ 47 ]        |
| 1950 | 马克斯·玻恩                        | “因为他对理论物理学的贡献，特别是对量子力学的发展” | [ 48 ]        |
| 1951 | 汉斯·克喇末                        | “因为他在量子理论方面的杰出工作，特别是其在物质的光学和磁性方面的应用” | —             |
| 1952 | 菲利普·迪                          | “特别是他对原子核解体的杰出研究，特别是那些使用威尔逊云室技术的研究” | —             |
| 1953 | 爱德华·布拉德                      | “因为他对地球物理学的理论和实验两方面的发展做出了重要贡献” | [ 49 ]        |
| 1954 | 马丁·赖尔                          | “他在射电天文学方面的杰出和独创的实验研究” | [ 50 ]        |
| 1955 | 哈里·马西                          | “因为他对原子和分子物理学的杰出贡献，特别是在涉及离子生成和重组的碰撞方面” | —             |
| 1956 | 弗雷德里克·林德曼                  | “因为他在许多领域的杰出工作：熔点公式和比热理论；恒星电离；流星和平流层温度反演” | [ 51 ]        |
| 1957 | 约瑟夫·普劳德曼                    | “他在动力海洋学方面的杰出工作” | [ 52 ]        |
| 1958 | 爱德华·安德拉德                    | “因为他对许多古典物理学分支的杰出贡献” | —             |
| 1959 | 布赖恩·皮帕德                      | “他在低温物理领域的杰出贡献” | —             |
| 1960 | 约瑟夫·波西                        | “因为他在研究太阳和宇宙射线发射方面对射电天文学的杰出贡献” | —             |
| 1961 | 阿兰·科特雷尔                      | “因为他关于金属物理性质的杰出工作，特别是与机械变形和辐照效应有关的工作” | [ 53 ]        |
| 1962 | 布雷比斯·布利尼                    | “他对电磁现象的杰出研究及其与原子和分子特性的关系” | [ 54 ]        |
| 1963 | 弗雷德里克·威廉姆斯                | “在早期计算机上的杰出工作” | —             |
| 1964 | 阿卜杜勒·萨拉姆                    | “他对量子力学和基本粒子理论的杰出贡献” | [ 55 ]        |
| 1965 | 丹尼斯·威尔金森                    | “因为他在核结构和高能物理方面杰出的实验和理论研究” | —             |
| 1966 | 尼古拉斯·凯默                      | “因为他在理论核物理学方面取得了许多重大发现， | [ 56 ]        |
| 1967 | 库尔特·门德尔松                    | “因为他对冷冻物理学的杰出贡献，特别是他在超导和超流体方面的发现” | [ 57 ]        |
| 1968 | 弗里曼·戴森                        | “因为他在理论物理学方面杰出的基础工作，特别是量子电动力学方面的工作” | [ 58 ]        |
| 1969 | 尼古拉斯·屈尔蒂                    | “他在低温物理学和热力学方面的杰出工作” | [ 59 ]        |
| 1970 | 戴维·贝茨                          | “他对理论原子和分子物理学及其在大气物理学，等离子体物理学和天体物理学中的应用作出的杰出贡献” | [ 60 ]        |
| 1971 | 罗伯特·汉伯里·布朗                 | “罗伯特汉伯里布朗，因为他在开发一种新型恒星干涉仪方面的杰出工作，最终应用在他对角宿一的观察中” | [ 61 ]        |
| 1972 | 布赖恩·约瑟夫森                    | “特别是因为他发现了超导材料之间连接的显着特性” | [ 62 ]        |
| 1973 | 彼得·B·赫希                        | “他为开发用于研究晶体缺陷的电子显微镜薄膜技术的杰出贡献及其在材料科学和冶金领域中的广泛问题中的应用” | [ 63 ]        |
| 1974 | 彼得·福勒                          | “因为他对宇宙射线和基本粒子物理学的杰出贡献” | [ 64 ]        |
| 1975 | 理查德·达利兹                      | “因为他对物质基本粒子理论的杰出贡献” | [ 65 ]        |
| 1976 | 史蒂芬·霍金                        | “因为他对广义相对论在天体物理学中的应用，特别是高浓缩物质的行为做出了杰出的贡献” | [ 66 ]        |
| 1977 | 安东尼·休伊什                      | “因为他对射电天文学的杰出贡献，包括发现和识别脉冲星” | [ 67 ]        |
| 1978 | 威廉·科克伦                        | “因为他对X射线晶体学科学的开创性贡献，其中他的研究对其发展和应用以及他对晶格动力学的初始贡献及其与相变的关系产生了深远的影响，这刺激了新的和丰硕的成果结果领域“                                                                  | [ 68 ]        |
| 1979 | 罗伯特·威廉姆斯                    | “他对使用核磁共振技术解决计算机分子构象的杰出研究” | [ 69 ]        |
| 1980 | 弗朗西斯·法利                      | “因为他对μ子磁矩的超精确测量，量子电动力学和μ子性质的严峻考验” | —             |
| 1981 | 彼得·希格斯 和 汤姆·基博尔         | “关于他们在基本粒子理论中自发破坏基本对称性的国际贡献” | [ 70 ]        |
| 1982 | 德拉蒙德·马修斯 和 弗雷德里克·瓦因 | “因为他们阐明了随后导致板块构造假说的洋底的磁性特征” | [ 71 ]        |
| 1983 | 约翰·沃德                          | “因为他对量子场论的极具影响力和独创性的贡献，特别是对弱相互作用的沃德身份和萨拉姆沃德理论” | [ 72 ]        |
| 1984 | 罗伊·克尔                          | “因为他杰出的相对论着作，尤其是他发现了非常有影响力的所谓克尔黑洞” | [ 73 ]        |
| 1985 | 托尼·斯克姆                        | “他对理论粒子和核物理学的贡献，以及他发现模拟重子性质的类粒子实体可以发生在非线性介子场理论中” | —             |
| 1986 | 迈克尔·M·伍夫森                    | “用于创建包括MULTAN和SAYTAN在内的算法，这些算法在世界范围内用于解决大多数报道的晶体结构” | —             |
| 1987 | 迈克尔·佩珀                        | “因为他对半导体尤其是低维系统的基本性质进行了许多重要的实验性研究，他阐明了一些不寻常的性质，如电子局域化和量子霍尔效应” | —             |
| 1988 | 阿奇博尔德·豪伊 和 M·J·惠兰        | “因为他们对电子衍射和显微镜理论的贡献及其在晶体中晶格缺陷研究中的应用” | —             |
| 1989 | 约翰·贝尔                          | “他对我们理解量子理论的结构和解释做出了杰出的贡献，特别是展示了它的预言的独特性” | [ 74 ]        |
| 1990 | 托马斯·乔治·考林                   | “因为他对理论天体物理学的基础贡献，包括关于电磁感应在宇宙系统中作用的开创性理论研究” | [ 75 ]        |
| 1991 | 菲利普·穆恩                        | “因为他在三个主要科学领域的贡献 - 核物理学，伽马射线共振的发现以及使用碰撞分子束研究化学反应” | [ 76 ]        |
| 1992 | M·J·锡顿                           | “他在原子物理理论研究和不透明度项目的领导” | [ 72 ]        |
| 1993 | 乔治·伊萨克                        | “他开创性地使用了共振散射技术，可以非常精确地测量太阳光球的多普勒速度偏移” | [ 77 ]        |
| 1994 | 罗伯特·G·钱伯斯                    | “因为他对固体物理学的许多贡献，特别是他的巧妙和技术要求很高的实验，该实验验证了关于带电粒子在磁场中的行为的Ahoronov-Bohm效应” | —             |
| 1995 | 大卫·休恩伯格                      | “他在固体电子结构方面的工作，特别是通过利用低温技术，特别是定义许多金属的费米表面的德哈斯范阿尔芬效应” | —             |
| 1996 | 阿米安·白金汉                      | “他对化学物理学的贡献，特别是长程分子间作用力，非线性光学，与氦原子极化有关的问题，NMR光谱的解释以及从头计算的应用” | [ 78 ]        |
| 1997 | 安德鲁·理查德·朗                   | “因为他在X射线衍射物理学方面的基础研究以及他对X射线拓扑技术的发展，特别是在研究晶体结构中的缺陷方面” | [ 79 ]        |
| 1998 | 雷蒙德·海德                        | “因为他对旋转流体的流体动力学进行了杰出的实验和理论研究，并将这些基础研究用于了解主要行星大气层和内部的运动” | [ 80 ]        |
| 1999 | 亚历山大·博克森伯格                | “他关于活跃星系核的性质，星系间介质的物理学以及原始星系中的星际气体的标志性发现，还因他对天文仪器的发展作出了卓越贡献，包括图像光子计数系统，革命性的电子区域探测器，用于检测微弱的光源，这为英国的光学天文学提供了重要的推动力“ | [ 81 ]        |
| 2000 | 钦塔马尼·拉奥                      | “他对材料化学领域的贡献，特别是在过渡金属氧化物和高温超导体的电子和磁性研究方面的贡献，他的工作激励了印度一代科学家” | [ 82 ]        |
| 2001 | 约翰·佩西卡                        | “因为他对纳米和原子尺度力学领域的贡献，他发明并开发了纳米压痕技术，从而彻底改变了超小体积材料的机械特性，这对于薄膜和涂层有关的工业产生了重大影响技术”                                                                           | [ 83 ]        |
| 2002 | 亚历山大·达尔加诺                  | “他对原子和分子过程理论的贡献，特别是其在天体物理学中的应用，他对能量沉积的研究为理解陆地极地，行星大气和彗星的辐射提供了关键”                                                                                                   | —             |
| 2003 | 彼得·爱德华兹                      | “作为固态化学家的杰出工作，他为包括超导性和金属纳米粒子行为在内的领域做出了开创性的贡献，并且极大地推进了我们对金属 - 绝缘体转变现象学的理解”                                                                                    | [ 84 ]        |
| 2004 | 约翰·克拉克                        | “因其卓越的研究成果，在其理论及其应用于众多基本问题及其调查工具的应用中，在创新性超导量子干涉设备（SQUID）的发明，建造和开发方面处于世界领先地位”                                                                                | —             |
| 2005 | 基思·莫法特                        | “因为他对理解磁流体动力学的贡献，特别是确定磁场如何从低背景水平发展为实质振幅的机制” | [ 85 ]        |
| 2006 | 迈克尔·凯利                        | “他在电子传输基础物理方面的工作以及创造可用于先进系统的实用电子设备” | —             |
| 2007 | 阿图尔·埃克特                      | “他在量子密码领域的开创性工作以及他对量子计算理论和量子物理学其他分支的许多重要贡献” | [ 86 ]        |
| 2008 | 迈克尔·多赫蒂                      | “因为她创新地利用了磁场数据，导致发现了土星卫星周围的大气，以及它改变了我们对行星卫星在太阳系中作用的看法” | —             |
| 2009 | 未颁发                             | — | —             |
| 2010 | 安德烈·海姆                        | “因为他对石墨烯的革命性发现，以及对其卓越性能的阐明” | [ 87 ]        |
| 2011 | 马修·罗塞因斯基                    | “他在固态电子材料和新型微孔结构的合成化学方面的有影响力的发现” | [ 88 ]        |
| 2013 | 亨宁·西林豪斯                      | “他开创性地开发了用于有机半导体器件的喷墨印刷工艺，并大幅提高了其功能和效率” | [ 89 ]        |
| 2015 | 乔治·埃夫斯塔希欧                  | “为我们对早期宇宙的理解做出了许多杰出的贡献” | [ 90 ]        |
| 2017 | 彼得·布鲁斯                        | “阐明支持储能的基础化学的杰出工作” | [ 91 ]        |
| 2018 | 詹姆斯·罗伯特·杜兰特               | “在设计太阳能设备方面的杰出光化学研究” |               |
| 2019 | 安德鲁·伊恩·库珀                   | “设计和合成用于储能、能源生产和节能分离的新型有机材料” |               |
| 2020 | 克莱尔·格瑞                        | “为深入了解电池、超级电容器和燃料电池的运行方式，开发及应用了新的表征方法” |               |
| 2021 | John Irvine (professor)            | “在能源材料科学中引入新概念，包括新型离子导体、固体氧化物燃料电池电极、替代电池和新兴纳米材料” |               |
| 2022 | 赛福·伊斯兰                        | “更深入地了解用于能源应用的新材料中的原子过程，特别是与锂电池和钙钛矿太阳能电池相关的材料” |               |

注：截至2011年，休斯勋章每两年颁发一次（奇数年）。